# Позорник Војводства Србије
Позорник Војводства Србије био је политички лист Срба у јужној Угарској који је излазио током 1849-1850. године.

## Историјат
Након забране излажења листова Вестник и Напредак од стране власти Срби у Угарској остали су без новина у јеку Револуције 1848-1849. године. С обзиром да се оружани сукоб са Мађарима приближавао крају, а расправе о будућем статусу Војводине и положају српског народа након завршетка револуције увелико вођене патријарх Јосиф Рајачић је, свестан значаја и утицаја новина на јавно мњење, одлучио да покрене лист са задатком да заступа и брани српске интересе. Лист је основан средствима српског Правитељства, на челу са патријархом Рајачићем. Нови лист постао је орган српског патријарха, заступајући његове ставове и политику. 
Први број изашао је 17. јула 1849. у Земуну под именом Позорник. Од другог броја назив је промењен у Позорник Војводства Србије. Саиздавач листа био је новинар и публициста Данило Медаковић. Излазио је три пута недељно (уторком, четвртком и суботом), а одговорни уредник био је др Сава Јовановић. Лист се истицао полемикама са представницима Хрвата који су водили себичну политику и бринули о својим интересима, занемарујући српске интересе, које су раније, барем декларативно, подржавали. Изненадна смрт уредника Јовановића 7. јануара 1850. није омела даље излажење Позорника, али са мањим бројем сарадника и слабо развијеном претплатничком мрежом. На месту уредника Јовановића је накратко наследио Константин Марковић. Последњи, седамдесет пети број листа, изашао је почетком 1850. године.